# Liste der Baudenkmäler in Spatzenhausen
Auf dieser Seite sind die Baudenkmäler in der oberbayerischen Gemeinde Spatzenhausen zusammengestellt. Diese Tabelle ist eine Teilliste der Liste der Baudenkmäler in Bayern. Grundlage ist die Bayerische Denkmalliste, die auf Basis des Bayerischen Denkmalschutzgesetzes vom 1. Oktober 1973 erstmals erstellt wurde und seither durch das Bayerische Landesamt für Denkmalpflege geführt wird. Die folgenden Angaben ersetzen nicht die rechtsverbindliche Auskunft der Denkmalschutzbehörde.
 Die Liste gibt den Fortschreibungsstand vom 3. Juli 2018 wieder und umfasst zehn Baudenkmäler.

## Baudenkmäler nach Ortsteilen

### Spatzenhausen
| Lage                     | Objekt                           | Beschreibung | Akten-Nr.              | Bild           |
| ------------------------ | -------------------------------- | --- | ---------------------- | -------------- |
| Dorfstraße 4 (Standort)  | Bauernhaus                       | Zweigeschossiger Satteldachbau mit giebelseitigem Tennentor und reichem Traufbundwerk, zweite Hälfte 18. Jahrhundert, erhöhter Giebel aus den 1930er Jahren mit Riegelausfachung aus der Mitte des 19. Jahrhunderts. | D-1-80-133-2           | Bauernhaus     |
| Dorfstraße 4 (Standort)  | Getreidekasten                   | Zweigeschossiger teilweise verschalter Blockbau, 16./17. Jahrhundert, Überbau später. | D-1-80-133-2 zugehörig | Getreidekasten |
| Dorfstraße 8 (Standort)  | Ehemaliger Pfarrhof              | Zweigeschossiger Satteldachbau mit bundwerkartigem Giebel, Laube und Traufbundwerk am Wirtschaftsteil, 1853. | D-1-80-133-3           | BW             |
| Dorfstraße 15 (Standort) | Katholische Pfarrkirche St. Afra | Saalbau mit nordöstlichem Zwiebelturm, 1836, Turm Ende 17. Jahrhundert; mit Ausstattung. | D-1-80-133-1           | weitere Bilder |
| Dorfstraße 16 (Standort) | Bundwerk                         | Traufseitig mit Aussägearbeiten, Anfang 19. Jahrhundert. | D-1-80-133-4           | BW             |

### Hofheim
| Lage                     | Objekt                                           | Beschreibung | Akten-Nr.              | Bild                  |
| ------------------------ | ------------------------------------------------ | --- | ---------------------- | --------------------- |
| Dorfstraße 6 (Standort)  | Getreidekasten                                   | Zweigeschossiger verschalter Blockbau mit Satteldach, Erdgeschoss Ende 16. Jahrhundert, Obergeschoss bezeichnet mit „1664“.                                | D-1-80-133-6 zugehörig | BW                    |
| Dorfstraße 8 (Standort)  | Bauernhaus                                       | Zweigeschossiger Flachsatteldachbau mit giebelseitig unverputztem Tuffquadermauerwerk, Traufbundwerk, Laube und Längsstall, zweite Hälfte 18. Jahrhundert. | D-1-80-133-6           | Bauernhaus            |
| Dorfstraße 24 (Standort) | Katholische Filialkirche St. Johannes Evangelist | Barockisierter spätgotischer Saalraum mit nördlichem Sattelturm, im Kern 1484 (?), um 1730 verlängert und umgestaltet; mit Ausstattung.                    | D-1-80-133-5           | weitere Bilder        |
| Kirchweg (Standort)      | Getreidekasten                                   | Zweigeschossiger Blockbau, 17. Jahrhundert, mit altem Überbau.                                                                                             | D-1-80-133-7 zugehörig | BW                    |
| Kirchweg 4 (Standort)    | Ehemaliges Bauernhaus                            | Zweigeschossiger Flachsatteldachbau mit giebelseitiger Hochtenne, Zwerchhaus und Traufbundwerk, im Kern Ende 18. Jahrhundert.                              | D-1-80-133-7           | Ehemaliges Bauernhaus |
| Kirchweg 4 (Standort)    | Bildstock                                        | Versetzt, 18. Jahrhundert; mit Ausstattung. | D-1-80-133-7 zugehörig | BW                    |

### Waltersberg
| Lage                       | Objekt                             | Beschreibung | Akten-Nr.     | Bild           |
| -------------------------- | ---------------------------------- | --- | ------------- | -------------- |
| Waltersberg 3 (Standort)   | Bauernhaus                         | Zweigeschossiger Satteldachbau mit Bundwerk-Kniestock, Giebellaube und Traufbundwerk, im Kern 18./19. Jahrhundert.         | D-1-80-133-10 | BW             |
| Waltersberg 4 a (Standort) | Getreidekasten                     | Erdgeschossiger Blockbau mit Bemalung, um 1600, versetzt.                                                                  | D-1-80-133-11 | BW             |
| In Waltersberg (Standort)  | Katholische Filialkirche St. Vitus | Saalbau mit nordöstlichem Zwiebelturm, im Kern spätgotisch, drittes Viertel 17. Jahrhundert barockisiert; mit Ausstattung. | D-1-80-133-9  | weitere Bilder |

## Ehemalige Baudenkmäler
In diesem Abschnitt sind Objekte aufgeführt, die früher einmal in der Denkmalliste eingetragen waren, jetzt aber nicht mehr. Objekte, die in anderem Zusammenhang also z. B. als Teil eines Baudenkmals weiter eingetragen sind, sollen hier nicht aufgeführt werden. Aktennummern in diesem Abschnitt sind ehemalige, jetzt nicht mehr gültige Aktennummern. 

| Lage                                      | Objekt         | Beschreibung                                     | Akten-Nr.    | Bild |
| ----------------------------------------- | -------------- | ------------------------------------------------ | ------------ | ---- |
| Hofheim Waltersberger Straße 1 (Standort) | Getreidekasten | Eingeschossiger Getreidekasten, 17. Jahrhundert. | D-1-80-133-8 | BW   |